# Aaron Mooy
Aaron Mooy, né le 15 septembre 1990 à  Sydney (Australie), est un ancien footballeur international australien qui jouait au poste de milieu de terrain.

## Biographie

### Carrière en club

#### Bolton Wanderers
Aaron Mooy fait ses premiers pas en Europe avec le club de Bolton Wanderers après avoir été détecté par Chris Sulley. Il refuse en juillet 2010 une extension de contrat avec son club pour jouer en équipe première dans un autre club.

#### St Mirren
En octobre 2010, il signe à St Mirren en Scottish Premier League. Il quitte les Buddies en juin 2012 après avoir vu ses apparitions limitées.

#### Melbourne City
En 2015-2016, il réalise une saison record avec 11 buts et 21 passes décisives.

#### Manchester City
Après ses passages successifs en Écosse et en Australie, il rejoint le 30 juin 2016, Manchester City, dans le cadre du partenariat avec Melbourne City.

#### Huddersfield
Le 30 juin 2017, il rejoint Huddersfield Town.
Le 8 août 2019, il est prêté à Brighton.

### Carrière en équipe nationale
En 2009, Mooy est sélectionné par Jan Versleijen pour participer à la Coupe du monde des moins de 20 ans. Mooy y marque un but face au Brésil mais son équipe est éliminée dès les phases de poules.
Aaron Mooy est convoqué pour la première fois par le sélectionneur national Holger Osieck pour un match des éliminatoires de la coupe d'Asie de l'Est 2013 face à Guam le 7 décembre 2012.
Il participe à la Coupe des confédérations 2017 et y joue deux matchs, mais son équipe ne passe pas les phases de poules.
Il participe à la Coupe du monde 2018 en Russie. Il joue l'intégralité des trois matches en phase de poules contre la France, le Danemark, et le Pérou mais ne peut empêcher l'élimination de son équipe dès la phase de poules. Il manque la Coupe d'Asie des nations 2019 en raison d'une blessure.
Le 8 novembre 2022, il est sélectionné par Graham Arnold pour participer à la Coupe du monde 2022.

## Statistiques

### Statistiques en club
| Saison                | Club                  | Championnat           | Championnat | Championnat | Coupe(s) nationale(s) | Coupe(s) nationale(s) | Compétition(s) continentale(s) | Compétition(s) continentale(s) | Compétition(s) continentale(s) | Sélection | Sélection | Sélection | Total | Total |
| Saison                | Club                  | Division              | M.          | B.          | M.                    | B.                    | Comp.                          | M.                             | B.                             | Équipe    | M.        | B.        | M.    | B.    |
| 2010 - 2011           | St. Mirren            | PL                    | 13          | 0           | 5                     | 1                     | -                              | -                              | -                              | -         | -         | -         | 18    | 1     |
| 2011 - 2012           | St. Mirren            | PL                    | 8           | 1           | 3                     | 0                     | -                              | -                              | -                              | -         | -         | -         | 11    | 1     |
| Sous-total            | Sous-total            | Sous-total            | 21          | 1           | 8                     | 1                     | -                              | -                              | -                              | -         | -         | -         | 29    | 2     |
| 2012 - 2013           | Western Sydney        | A-League              | 23          | 1           | 1                     | 0                     | -                              | -                              | -                              | Australie | 3         | 3         | 27    | 4     |
| 2013 - 2014           | Western Sydney        | A-League              | 26          | 3           | 2                     | 0                     | -                              | 14                             | 16                             | Australie | -         | -         | 42    | 19    |
| Sous-total            | Sous-total            | Sous-total            | 49          | 4           | 3                     | 0                     | -                              | 5                              | 1                              | -         | 3         | 3         | 60    | 8     |
| 2014 - 2015           | Melbourne City        | A-League              | 25          | 7           | 2                     | 0                     | -                              | -                              | -                              | Australie | 3         | 0         | 30    | 7     |
| 2015 - 2016           | Melbourne City        | A-League              | 24          | 11          | 5                     | 4                     | -                              | -                              | -                              | Australie | 7         | 2         | 36    | 17    |
| Sous-total            | Sous-total            | Sous-total            | 49          | 18          | 7                     | 4                     | -                              | -                              | -                              | -         | 10        | 2         | 66    | 24    |
| Total sur la carrière | Total sur la carrière | Total sur la carrière | 119         | 23          | 18                    | 5                     | -                              | 5                              | 1                              | -         | 13        | 5         | 155   | 34    |

### Buts internationaux
| Buts d'Aaron Mooy en sélection | Buts d'Aaron Mooy en sélection | Buts d'Aaron Mooy en sélection     | Buts d'Aaron Mooy en sélection | Buts d'Aaron Mooy en sélection | Buts d'Aaron Mooy en sélection | Buts d'Aaron Mooy en sélection                      | Buts d'Aaron Mooy en sélection |
|                                | Date                           | Lieu                               | Adversaire                     | Score                          | Résultat                       | Compétition                                         |                                |
| ------------------------------ | ------------------------------ | ---------------------------------- | ------------------------------ | ------------------------------ | ------------------------------ | --------------------------------------------------- | ------------------------------ |
| 1                              | 7 décembre 2012                | Hong Kong Stadium, Hong Kong       | Guam                           | 1 - 0                          | 9-0                            | Éliminatoires de la Coupe d'Asie de l'Est 2013      |                                |
| 2                              | 9 décembre 2012                | Hong Kong Stadium, Hong Kong       | Taipei chinois                 | 6 - 0                          | 8-0                            | Éliminatoires de la Coupe d'Asie de l'Est 2013      |                                |
| 3                              | 28 juillet 2013                | Olympic Stadium, Corée du Sud      | Chine                          | 1 - 1                          | 3-4                            | Coupe d'Asie de l'Est de football 2013              |                                |
| 4                              | 3 septembre 2015               | Perth Oval, Australie              | Bangladesh                     | 5 - 0                          | 5-0                            | Éliminatoires de la Coupe du monde de football 2018 |                                |
| 5                              | 29 mars 2016                   | Sidney Football Stadium, Australie | Jordanie                       | 2 - 0                          | 5-1                            | Éliminatoires de la Coupe du monde de football 2018 |                                |

## Palmarès

### En club
Celtic FC
- Championnat d'Écosse de football (1)
  - Champion en 2023
- Coupe de la Ligue écossaise de football (1)
  - Vainqueur en 2023

### Distinctions personnelles
- Membre de l'équipe-type du championnat australien en 2016.
- Membre de l'équipe-type de deuxième division anglaise en 2017.